# 拉克鲁瓦-法尔加德
拉克鲁瓦-法尔加德（法語：Lacroix-Falgarde，法語發音：[lakʁwa falɡaʁd]）是法国上加龙省的一个市镇，属于图卢兹区。

## 地理
拉克鲁瓦-法尔加德（43°29'57"N, 1°24'34"E）面积6.09 平方千米，位于法国奧克西塔尼大區上加龙省，该省份为法国西南部内陆省份，西南端与西班牙接壤，自此顺时针与上比利牛斯省、热尔省、塔恩-加龙省、塔恩省、奥德省和阿列日省接壤。
与拉克鲁瓦-法尔加德接壤的市镇（或旧市镇、城区）包括：加龙河畔波尔泰、欧尔维尔、瓜朗、潘萨盖勒、维古莱-欧济勒、潘-瑞斯塔雷。
拉克鲁瓦-法尔加德的时区为UTC+01:00、UTC+02:00（夏令时）。

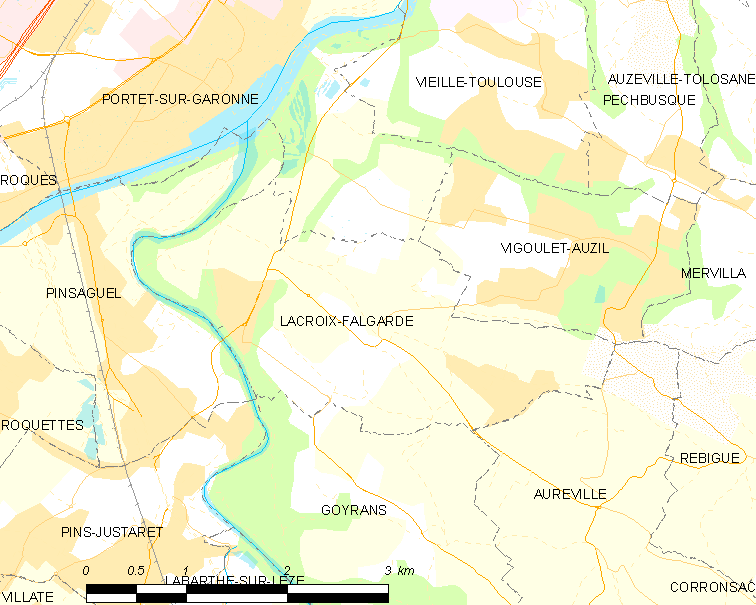
拉克鲁瓦-法尔加德的OSM定位图

## 行政
拉克鲁瓦-法尔加德的邮政编码为31120，INSEE市镇编码为31259。

## 政治
拉克鲁瓦-法尔加德所属的省级选区为卡斯塔内托洛桑县。

## 人口

1962-2008年间拉克鲁瓦-法尔加德人口变化图示

拉克鲁瓦-法尔加德于2022年1月1日时的人口数量为2047人。